# شکار (فیلم ۱۹۹۱)
«شکار» (انگلیسی: Hunting (film)) یک فیلم به کارگردانی فرانک هاوسون است که در سال ۱۹۹۱ منتشر شد. از بازیگران آن می‌توان به کری آرمسترانگ، گای پیرس، و جان سوج اشاره کرد.